# Museu de Kabul
El Museu de Kabul és el nom popular del Museu Nacional de l'Afganistan (dari: موزیم ملی افغانستان, Mūzīyam-e mellī-ye Afghānestān; paixtu: د افغانستان ملی موزیم, Də Afghānistān Millī Mūzīyəm), a la ciutat de Kabul, capital de l'Afganistan. La característica més notable del Museu de Kabul és el fet que tots els seus objectes provenen d'excavacions fetes en terra afgana. Els objectes compilats s'inclouen dins un període de cinquanta mil·lennis de la història i cultura de l'Afganistan: període prehistòric, aquemènida, Regne bactrià, Regne indogrec, Gran Imperi Kuixan, Kushano-Sas, Kushano-Sasanian i Hepthalite, període Hindu Shahi, fins al present etnogràfic. Els descobriments accidentals han suposat recollides de peces importants des de Tepe Fullol (Follul), Azna Tepe, Serai Khodja (ja De Ser-ye), Qandahar, Khair Khana (ayrna), Tago i Gardz, així com el Konduz cèlebre, Ouri d'Aman-e i Mir Zakah (Mirzakka). Aproximadament 600 objectes eren en exposició, excloent-ne les col·leccions de moneda i etnogràfiques.

## Història

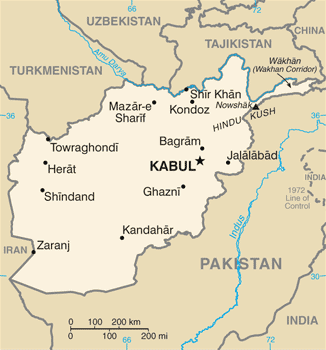
La ciutat de Kabul a l'Afganistan

La història del museu és relativament breu. Ja existia una recollida modesta d'utensilis i manuscrits en el temps del rei Habib-Allah (1901-1919). L'any 1919 s'organitzà una sèrie de materials (insígnies, miniatures, peces d'art...) recollits per la família reial i es posà al pavelló de Bag-e-Bale situat en un turó que sobrevolava Kabul. Uns quants anys més tard, el rei Aman-Allah Khan (1919-28) mouria les peces al Bagca, un petit edifici dins de l'àrea del Palau Reial, en el centre de la ciutat, i el 1931 el grup de peces s'instal·là finalment en un edifici al Darulaman rural (Dar-al-aman), vuit quilòmetres cap al sud de la ciutat de Kabul. L'edifici es trobava adjacent al palau que va fer construir el rei Aman-Allah l'any 1923 per al Parlament i formava part de la seva concepció de nova ciutat d'estil europeu fora de les parets abarrotades de Kabul. El palau va servir durant un temps com a Ministeri d'Obres Públiques, i durant el règim comunista (1980-1992) i fins a la destrucció de Kabul el 1993, com a Ministeri de Defensa. Després el Museu de Kabul va quedar destruït i desèrtic, envoltat de runes.
El Museu de Kabul va patir robatoris en els magatzems i fins i tot a les vitrines d'exhibició des de la seva fundació el 1919. Tanmateix, res no igualaria la devastació que va patir els anys 1993 i 2001, que van deixar l'edifici del museu parcialment destruït i privat de la seva identitat. Van ser saquejades i dispersades moltes de les seves peces i el seu personal va estar fora de qualsevol contacte professional durant 23 anys.

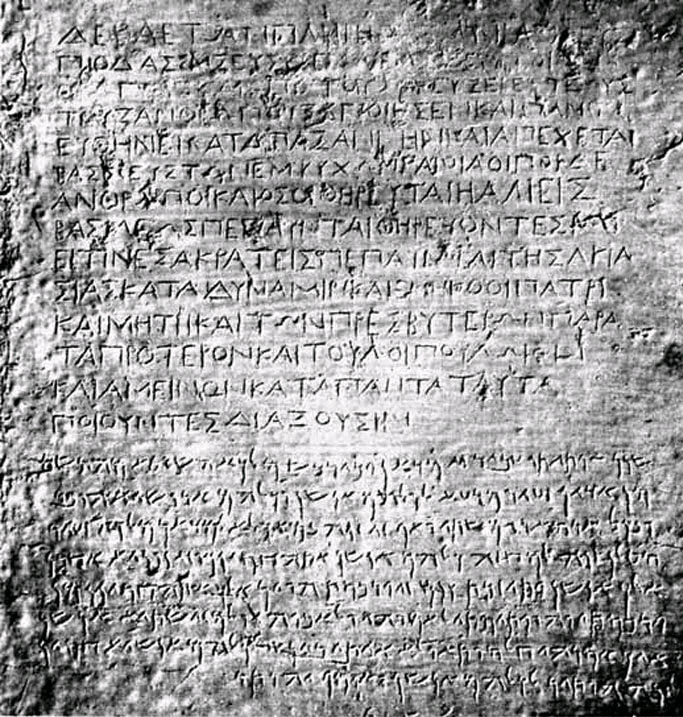
Inscripció bilingüe (grec/aramaic) del rei Ashoka (s. III aC), conservada al Museu de Kabul. Avui desapareguda

Al començament de la Revolució Saur (iniciada el 27 d'abril de 1978) el museu patiria una sèrie de devastacions. El 1979 l'edifici (Palau de Darulaman) seria desvinculat com a annex al Ministeri de Defensa i l'àrea sencera es convertiria en una zona militar. El fons museístic s'empaquetaria i es traslladaria al que havia estat la casa privada del germà del president mort Daoud, en el centre de la ciutat de Kabul, on els objectes s'apilaven fins als sostres. Un any i mig més tard el contingut va ser retornat altra vegada a Darulaman i els objectes reinstal·lats en els seves sales originals, havent patit miraculosament pocs desperfectes. S'exposarien unes quantes noves peces, com les pintures murals de Delbarjin, els descobriments fets a d'Ai Khanum, i la placa de marbre blanc de Shahi d'hindú Srya descoberta per soldats soviètics a Khair Khana.
Durant els primers anys del Jehad (1980-89), a pesar que l'Afganistan estava sent destruït sistemàticament, Kabul, així com el Museu de Kabul, va romandre relativament intacte. A la tardor de 1989 el govern comunista del president Najibullah (Najib-Allh), tement per la seguretat de les peces exposades de forma vulnerable a la rodalia de Kabul, va fer tancar el museu i va ordenar que les peces fossin empaquetades i traslladades a dues localitzacions de Kabul: el tresor del Banc Central al Palau Presidencial i el Ministeri d'Informació i Cultura. Les escultures d'esquist i les inscripcions quedaven in situ, i també tota la col·lecció de ceràmica de DAFA i el contingut dels magatzems de la planta baixa i el soterrani. Tot l'or i argent i els objectes d'or de Tepe Fullol també es dipositaven a la cambra blindada del Palau Presidencial, conjuntament amb l'Or Bactrian de Tillya Tepe.
Els anys tràgics de guerra civil (1992-95) comportaren la devastació de Kabul, així com la del museu, situat a primera línia. Els saquejos van començar l'any 1993, quan lluites parcials aïllaren l'àrea i el personal del museu no podia arribar al Palau de Darulaman. Cada vegada que la zona canviava de mans es produïen nous saquejos. El 1993 l'edifici del museu fou bombardejat; fou destruït el sostre i últim pis que quedava obert a d'intempèrie. Les sales de la planta baixa quedarien plenes de runa i els objectes esmicolats; els magatzems en un desordre caòtic; les lleixes buidades i el seu contingut escampat o robat. Els frescos de Delbarjin foren cremats, així com els estris de metall islàmic es cremaren juntament amb documentació, registres, inventaris i fotografies. La famosa col·lecció de 35.000 monedes va desaparèixer. A principis de 1994 UNCHS (Centre de Nacions Unides per a Assentaments Humans) van impermeabilitzar el pis superior, instal·laren portes d'acer en tots els magatzems i van tapiar les finestres. Tanmateix, el saqueig va continuar.
El 1994 va ser fundada la Societat per a la Conservació de l'Herència Cultural de l'Afganistan (SPACH), que destinava part dels seus esforços al Museu de Kabul. També aquell any, una subvenció de la UNESCO permetia a un membre del Museu Guimet anar a Kabul durant dues setmanes per ajudar el personal del museu a preparar un inventari de les peces que quedaven en els magatzems. A causa de la manca de seguretat al Palau de Darulaman, el Ministeri d'Informació i Cultura del govern del president Rabbni (1992-96) estava ansiós de protegir el que podria rescatar-se del Museu de Kabul. El desert Hotel de Kabul, en el centre de la ciutat, seria escollit per allotjar temporalment aquests objectes, així com els 71 membres del personal de museus.
El personal del museu va treballar fort per tirar endavant l'inventari en circumstàncies extremadament difícils, fins i tot perilloses. El museu no tenia electricitat ni aigua i el treball es realitzava sota la llum de làmpades de querosè. Els salaris no es pagaven (el salari del director era de 6$ al mes). Dues setmanes abans de l'arribada dels talibans, a finals del setembre de 1996, els més de 500 calaixos i caixes que contenien 3.000 objectes es canviarien de lloc a l'Hotel de Kabul. El nou Ministeri d'Informació i Cultura talibà immediatament va segellar la rodalia de l'Hotel de Kabul i no va permetre al personal del museu anar a Darulaman.
Des de 1997 fins a 2000 el personal del museu, que llavors eren 20 persones, continuaren de manera esporàdica el treball en l'inventari amb el suport del representant del Ministeri de Cultura talibà. La restauració de la planta baixa i la façana del museu va ser completada. Com que els talibans necessitaven una casa d'hostes oficial, els objectes emmagatzemats a l'Hotel de Kabul van ser traslladats una altra vegada a la planta del Ministeri d'Informació i Cultura. Les setmanes van passar un altre cop posant ordre entre la runa que omplia de nou les plantes.
El juny del 2000 va ser publicat un decret talibà a Qandahar, per part del Mullah Omar, que protegia les relíquies culturals i històriques de l'Afganistan i castigava per llei les excavacions il·legals i el contraban d'objectes fora del país. A l'agost d'aquell mateix any, per commemorar la independència afgana, el museu va estar quatre dies obert de forma cerimonial exhibint els objectes islàmics confiscats i una varietat d'objectes que encara es trobaven a la sala de recepció del museu. L'esdeveniment també va servir per a exhibir per primer cop la inscripció de Rabatak (II dC), excavada l'any 1993 i portada recentment al museu. Aquesta inscripció tenia referències altament significatives sobre la geneologia del rei Kanisha i complementava la inscripció de Sork Kotal. Al final de l'any 2000 el rudimentari inventari del museu comptabilitzava 7.000 objectes, la gran majoria fragments, de 50 indrets diferents, sense incloure la col·lecció intacta de ceràmica de DAFA que es trobava en el soterrani del museu.
El 26 de febrer de 2001 el Mullah Omar invertia el seu decret anterior i el món sencer va mirar amb commoció com els talibans dinamitaven els budes de Bamyan i destruïen peces essencials del Museu de Kabul, així com els magatzems del ministeri i del museu. Els pocs oficials talibans moderats que havien donat suport a les activitats culturals van ser destinats a un altre ministeri i els elements extremistes en prenien el control. Els talibans, però, van ser expulsats el novembre de 2001 i l'Afganistan es convertia en el provisional Estat Islàmic de l'Afganistan. A la primavera de 2003 les caixes i calaixos de fusta, cartó i llauna que contenien les peces del museu es canviaven per sisena vegada de lloc, des de la planta baixa al quart pis del Ministeri d'Informació i Cultura, ja que l'espai es necessitava per a una altra funció.
El 2000, el Museu de l'Afganistan a l'exili s'establia a Basel, Suïssa, amb la finalitat de rebre donacions d'objectes sota custòdia per a ser retornats a l'Afganistan. El 2002 l'Afganistan acceptà que un membre d'Interpol elaborés una base de dades dels objectes saquejats des del Museu de Kabul. DAFA reobre les seves oficines a Kabul i la seva erudita biblioteca de 17.000 volums s'obrí altre cop al públic. L'electricitat i l'aigua tornen parcialment al museu el juny de 2003; els espais s'enguixen i es pinten; s'instal·len finestres; la biblioteca del museu fou reconstruïda. Es proporcionà finançament internacional per a la reconstrucció de la planta i el sostre. Es tornà a posar en funcionament el laboratori de conservació. Els experts del Museu Guimet restauraren el Tepe Maranjn Bodhisattva i l'estimada estàtua del rei Kanixka I trencada pels talibans. Els membres del personal afganesos, joves que no coneixien el museu abans de la seva destrucció, s'envien a l'estranger per formar-se. El tresor d'Or Tillya Tepe Bactrian es trobava intacte en la caixa blindada del Palau Presidencial. Malgrat el gran nombre d'objectes robats que apareixen en el mercat internacional, l'abast de la pèrdua, per saqueig o destrucció, no pot ser constatada fins que el contingut de la caixa blindada del ministeri s'obre a la llum. Cal esperar que el Museu de Kabul es dirigeixi en efecte cap a un futur on prengui una altra vegada el seu lloc al costat dels seus museus germans en el món.

## Palau de Darulaman

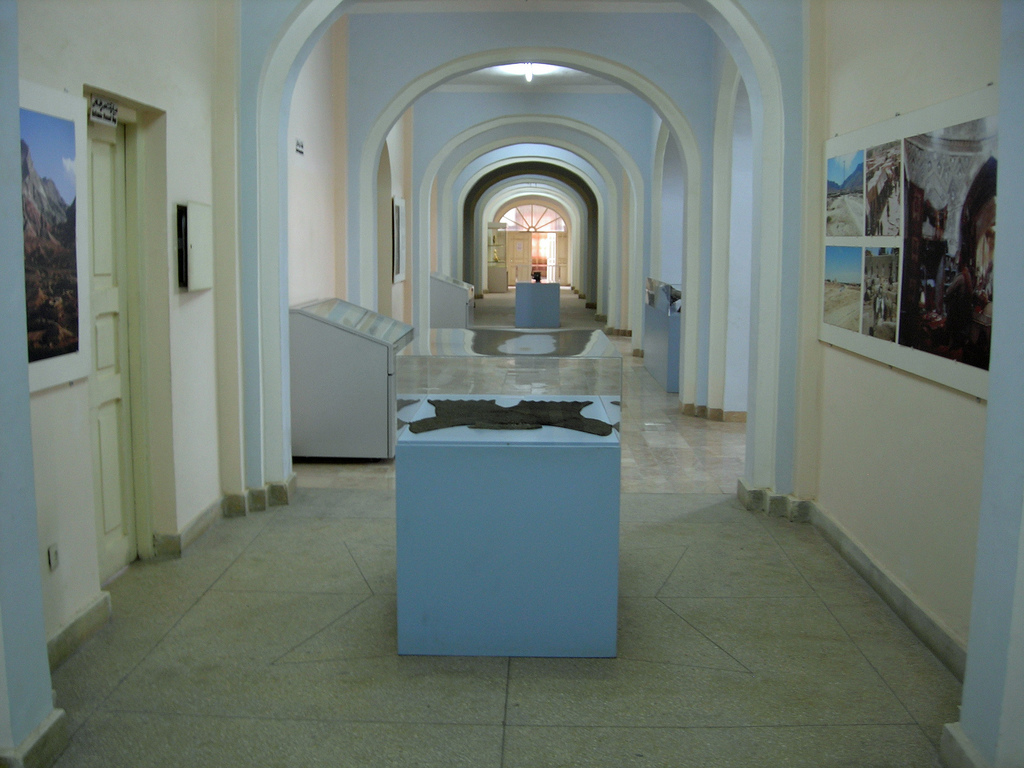
Interior del museu (2008)

El museu en si mateix era un edifici de ciment gris de dues plantes amb una xarxa de magatzems en un gran soterrani. Les ales simètriques i llargues que es dirigien a tots els costats flanquejaven l'alta porta d'entrada de fusta. La planta baixa allotjava oficines, la biblioteca, els laboratoris, un taller de fusteria, laboratori de fotos i restauració i magatzems. Un vol ampli i central d'escales, oposat a l'entrada principal, conduïa a una gran sala d'exposicions que arribava fins a la part posterior del museu. La planta superior tenia oficines, sales de dipòsit i nou sales d'exhibició que mostraven les peces essencials. Durant els anys 1970 s'obriren noves espaioses sales a cada extrem de les dues ales de l'edifici. Una mostrava els objectes recentment excavats d'Ai Khanum i l'altra era destinada a exposicions provisionals. Hi havia una àrea d'emmagatzematge addicional sota el sostre.
L'edifici del museu, tal com estava dissenyat durant l'any 1920 (com a oficina governamental i no com a museu), disposava de corredors llargs i de sales petites adaptades al seu propòsit inicial. El 1973 un arquitecte danès va rebre l'encàrrec de dissenyar els plànols d'un nou museu que havia d'incloure sales d'exposició apropiades al seu ús, magatzems, laboratoris de conservació i sistemes de control de calor i humitat. Aquell any, un cop d'estat va enderrocar la monarquia i es restablia la República. El terreny assignat per construir el nou museu estava prop del Palau Reial (esdevingut Presidencial) a la ciutat de Kabul, però el projecte del museu no es va portar mai a terme.

## Missions arqueològiques

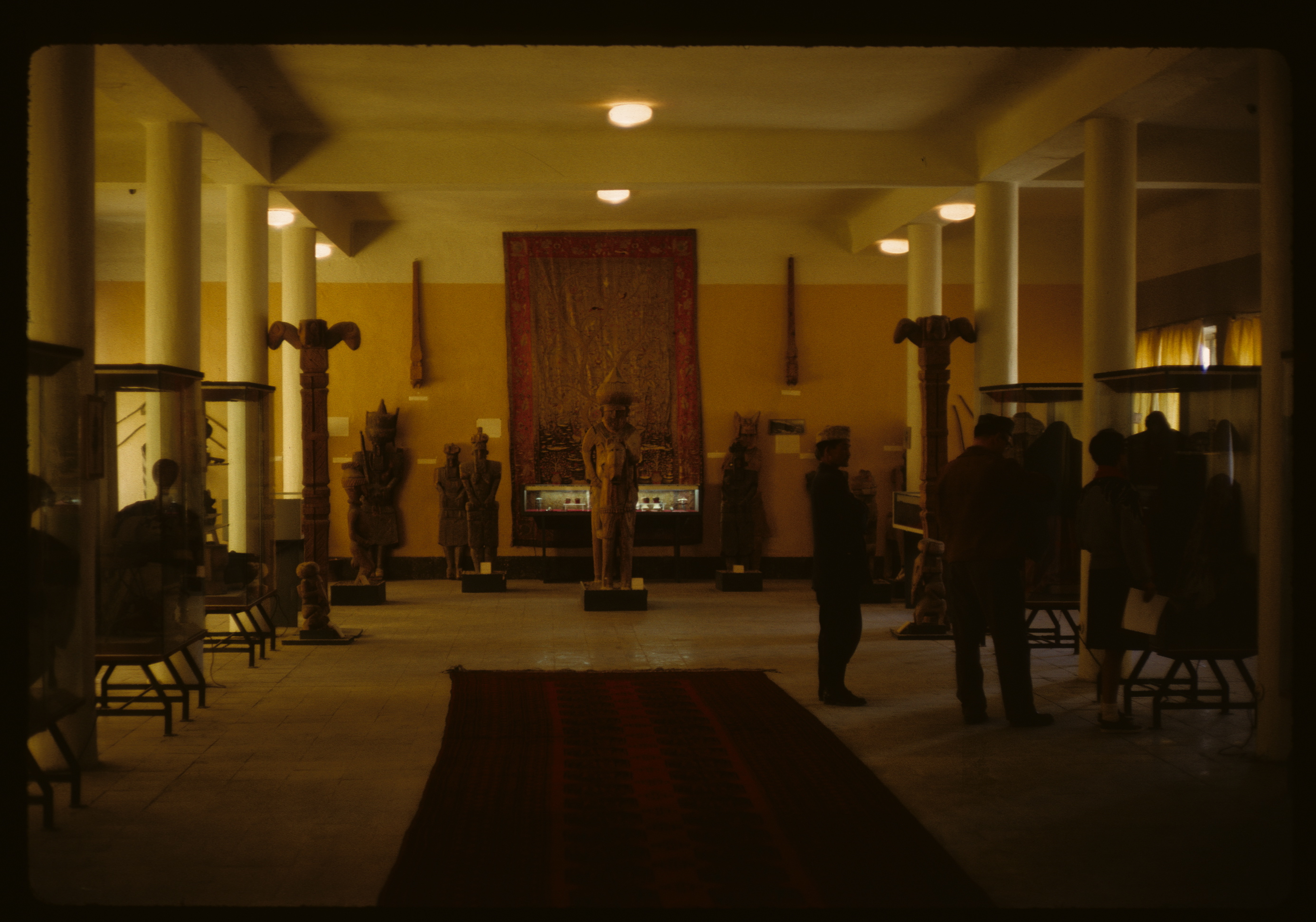
Vista de l'interior del museu

Des de 1833 oficials de la Companyia de l'Índia Oriental, l'Exèrcit Indi, la Comissió Afgana de Fronteres i viatgers, així com Charles Masson, havien examinat les riqueses arqueològiques de l'Afganistan i recollit petits objectes d'importància remarcable. Però l'inici de l'arqueologia oficial a l'Afganistan data de l'any 1922, quan el govern francès a Kabul signava un acord amb el rei Aman-Allah per a la cooperació cultural que els donava drets exclusius per examinar i per excavar a l'Afganistan per un període de 30 anys. L'acord es renovava el 1952 durant uns altres 30 anys i l'ampliava amb el dret a participar en altres expedicions. Més i més delegacions arqueològiques començaven a funcionar a l'Afganistan, incloent-hi el Catàleg Arqueològic d'Índia, l'Istituto Italiano per il Medio ed Estremo Oriente (IsMEO), l'URSS Academy of Sciences, la Missió Científica de Kyoto University, l'Institut britànic d'Estudis Afganesos, la Institució Smithsonian, el Personal de Camp d'Universitats Americà, i unes altres missions erudites individuals, així com l'Institut afganès d'Arqueologia, fundat el 1966. Els acords amb el govern afganès i les diverses delegacions arqueològiques proporcionaren una divisió equitativa de descobriments entre les institucions estrangeres i el Museu de Kabul. Des de 1964, tanmateix, cap descobriment arqueològic era permès que sortís de l'Afganistan.
A inicis dels anys 1920, la Délègation française d'archéologique a l'Afganistan (DAFA) va començar a descobrir tresors de gran espectacularitat. DAFA va iniciar treballs per tot Afganistan: des de Mondigak (edat de bronze) fins als Grans llocs Kushan d'Hadda, Begram i Sor Kotal.